# 袁久荣
袁久荣（1933年11月—2020年4月13日），男，山东曹县人，中国中药学家，原山东中医学院教授。主要从事药物化学研究。

## 生平
1956年毕业于山东大学化学系，先后在中国科学院长春应用化学研究所、大连工学院数理系工作。1961年调入山东中医学院（1996年更名为山东中医药大学）任教。1965年至1966年，在中国医学科学院药物研究所进修。1966年至1971年，在山东省中医药研究所从事中药有效成分的分析及结构测定等方面的研究工作。1984年调任山东中医学院中药系主任。兼任山东中药学会副主任委员、中国药学会山东分会理事等职。2020年4月13日13时10分在山东济南逝世。

## 贡献

### 男性节育药研究
1970年代初，他深入不育症多发区开展社会调查，发现这些人群与食用棉籽制品密切相关，提出棉籽食品可致男性不育。1978年全国科学大会上，袁久荣教授作出的关于“男性节育药棉酚的研究”获得全国科学大会奖。1980年，山东省中医药研究所袁久荣、庄立品等主编《男性避孕药--棉酚、醋酸棉酚、甲酸棉酚研究资料汇编》，收集全国专业研究协作组18个单位60多人10年研究成果，共71篇论文。包括基础研究和临床研究两大部分。其中临床研究有8000多例，避孕效果达99%以上，副作用很少，引起国际学术界关注。

### 青蒿素研究
1967年，为了研发新的抗疟疾药物，中国政府启动523项目。其中，山东省中医药研究所承担草药抗疟药物研究工作。袁久荣首先分析测定出青蒿素的分子式与分子量，为“抗疟新药－青蒿素”的研究贡献了关键性技术。1979年该项目获国家发明二等奖。

## 出版物
- 袁久荣. . 北京: 人民卫生出版社. 1999. ISBN 7117032197.